# Nikolai Turczaninow
Nicolai Stepanowitsch Turczaninow (translitera del ruso: Турчанинов, Николай Степанович ) (1796 en Nikitovka, Voronez, Imperio Ruso - 1863 en Járkov, Imperio Ruso) fue un botánico ruso.

## Biografía
En 1814, obtiene su graduación por la Universidad de Járkov; y trabajó como funcionario civil en San Petersburgo, donde publicó su primera lista botánica en 1825.
En 1828 Turczaninov fue asignado a la Oficina administrativa en Irkutsk, Siberia. Eso le permitió recolectar en el área del Lago Baikal, y así una pléyade de artículos le siguieron.
Turczaninov posteriormente, abrió un herbario en Taganrog en el Mar de Azov. Después de un accidente debilitante, dejó que otras personas recolectaran para él usando su tiempo en clasificar, estudiar y redactar.
Desde 1830 Turczaninov colaboró con A.P. de Candolle. Así el herbario personal en Irkutzk comenzó a crecer incluyendo material del sudeste asiático y un área de interés especial para el autor, Sudamérica. En reconocimiento a los favores botánicos de Turczaninov, de Candolle nombró un género de la familia Compositae Turczaninovia. Que la mayoría de los botánicos occidentales remiten a Aster. Sin embargo aun es reconocido como género por los taxónomos soviéticos modernos, los que comparados con sus pares europeos, que tienen un concepto genérico más amplio.
En 1837 es transferido a la oficina de Krasnoyarsk, Siberia. Allí, Turczaninov comienza a publicar la Flora Baikalensi-Dahurica en separatas desde 1842-1857 en el Bulletin de la Société impériale des naturalistes de Moscou. Posteriormente, la obra completa, se publicó en 2 volúmenes. Esa Flora fue una contribución enorme a la botánica del este asiático y constituyó a Turczaninov como un investigador experimentado antes que empezará a estudiar y describir la Flora Australiana.

## Honores
En 1857, en reconocimiento a su contribución a la taxonomía rusa, Turczaninov fue galardonado por el prestigioso "premio Demidov" de la Academia de Ciencias de San Petersburgo.

### Epónimos
Treinta y dos especies le han sido dedicadas, v. g.:
- (Apiaceae) Phlojodicarpus turczaninovii Sipliv.
- (Brassicaceae) Draba turczaninovii Pohle & N.Busch
- Agropyron turczaninovii Drobow
- Campanula turczaninovii Fed.
- Carpinus turczaninovii Hance
- Pulsatilla turczaninovii Krylov & Serg.

Turczaninowia (Barnaul : Izd-vo Altaiskogo gosudarstvennogo universiteta) es el nombre de una revista científica, cuya versión impresa tiene ISSN 1560-7259 y la electrónica, el serial ISSN 1560-7267.
- La abreviatura «Turcz.» se emplea para indicar a Nikolai Turczaninow como autoridad en la descripción y clasificación científica de los vegetales.[1]